# 김도환 (1986년)
김도환(1986년 ~)은 대한민국의 스케이트코치다.

## 방송
- 김연아의 키스 & 크라이 (2011) - 5위